# مجلس نواب مقاطعة لا بامبا
مجلس نواب مقاطعة البمبة (بالإسبانية: Cámara de Diputados de la Provincia de La Pampa) هي الهيئة التشريعية ذات مجلس واحد لمقاطعة البمبة ، في الأرجنتين. ينعقد في العاصمة الإقليمية سانتا روزا.
وهي تتألف من 30 مشرع ، يتم انتخابهم في دائرة واحدة متعددة الأعضاء من خلال التمثيل النسبي كل أربع سنوات. الانتخابات توظف نظام دوندت وعتبة انتخابية 3٪.
يتم تحديد سلطاتها ومسؤولياتها في دستور المقاطعة. يرأس المجلس التشريعي نائب حاكم البمبة (حاليا ماريانو فيرن أومنديز من جبهة بامبين العدلية) ، الذي يتم انتخابه إلى جانب الحاكم.

## التاريخ
تم إنشاء الهيئة التشريعية في البمبة بعد أن أصبح إقليم البمبة الوطني مقاطعة رسمية للأرجنتين ، تحت اسم «مقاطعة إيفا بيرون». أمرت الجمعية التأسيسية لعام 1951 ، التي كتبت واعتمدت أول دستور لمقاطعة إيفا بيرون ، بانتخاب مجلس النواب الإقليمي ، مع 21 عضوًا منتخبين في دوائر انتخابية ذات عضو واحد والتي تم تصميمها خصيصًا للهيئة التشريعية. انعقدت الغرفة لأول مرة في 4 يونيو 1953 ، في مبنى بلدية سانتا روزا.

## المقعد
يجتمع مجلس النواب في مجمع سنترو سيفيكو، في عاصمة مقاطعة سانتا روزا. مكاتب الحاكم ، وكذلك المحاكم الإقليمية والمكاتب الحكومية الأخرى يقع مقرها الرئيسي في سنترو سيفيكوأيضًا. تم تصميم المجمع بأكمله من قبل المهندس المعماري الإيطالي الأرجنتيني كلوريندو تيستا. تم الانتهاء من مبنى مجلس النواب في عام 1976 ، خلال المرحلة الثانية من البناء.
تم تصميم المجمع بأسلوب وحشي ، بتأثيرات من مبنى الأمانة العامة لو كوربوزييه عام 1953 ، في شانديغار.
في عام 2006 ، تم الانتهاء من ملحق مكتبة مجلس النواب ، الذي صممه تيستا أيضًا.

## روابط خارجية
- الموقع الرسمي
 (بالإسبانية)
- دستور مقاطعة البمبة نسخة محفوظة 22 مايو 2022 على موقع واي باك مشين. (بالإسبانية)